# 國松竜次
國松 竜次（くにまつ りゅうじ、1977年1月24日 - ）は、日本のギタリスト。
京都府京都市出身。

## 人物・来歴
京都府生まれ。母の勧めにより中学時代にギターを始める。高校卒業後に海外留学を目指すが、挫折し一時ギターを放棄する。数年後、大阪フェスティバルホールで行われたパコ・デ・ルシアのライブに触れ、自作自演の自由を感じて一念発起、ギターを再開する。
その後スペインに留学し、ルティエール芸術音楽学校でギターと作曲を学ぶ。留学中に、バルセロナ国際ギターコンクール優勝、サラウツ国際ギターコンクール特別賞などを受賞。
2007年帰国。この年の6月には大阪、東京、京都で全編即興演奏によるデビューリサイタルを行い「野心的取組み」、「衝撃のデビュー」と評された。
以後、国内各地でのリサイタルの他、バルセロナギターフェスティバル（スペイン）、ルスト国際ギターフェスティバル（オーストリア）、ローザンヌ国際ギターフェスティバル（スイス）など海外のフェスティバルにも招かれ演奏する。
オーケストラとの共演も行い、これまでにヴィヴァルディの「ギター協奏曲ニ長調」、トマス・マルコの「水の協奏曲」、ロドリーゴの「アランフェス協奏曲」などのソリストを務める。
作曲や編曲も行い、それらを取り入れた個性的なプログラミングで演奏活動を展開している。

## ディスコグラフィ
- CD「プレイズ・クニマツ vol.1～京都の風景」（2016年2月）
- CD「プレイズ・ピアソラ」（2012年12月）
- CD「アレンジメント」（2011年3月）
- CD「フランシスコ・タレガ作品集」（2009年9月)
- DVD「國松竜次ギターリサイタル2008 in 大阪」（2008年11月）
- CD「ミゲル・リョベート作品集」（2007年8月)

## 楽譜
- フリースコア 國松竜次の全作曲作品がPDFファイルで配信されている
- 國松竜次ギター作品集～京都の風景（2008年12月)